# Olga Czechowa
Olga Konstantinowna Czechowa, ros. Ольга Константиновна Чехова, właśc. Olga von Knipper (ur. 14 kwietnia?/26 kwietnia 1897 w Aleksandropolu, zm. 9 marca 1980 w Monachium) – rosyjska aktorka pochodzenia niemieckiego, gwiazda kina niemieckiego w okresie Trzeciej Rzeszy. Córka Konstantina Knippera, siostrzenica i imienniczka Olgi Knipper (żony Antona Czechowa), siostra Lwa Knippera, żona Michaiła Czechowa.